# Tomodachi Life
Tomodachi Life, відома в Японії як Tomodachi Collection: New Life, — це відеогра у жанрі соціального симулятора, розроблена та опублікована Nintendo для Nintendo 3DS, яка є продовженням ексклюзивної для Японії назви Nintendo DS Tomodachi Collection. У грі розповідається про повсякденну взаємодію персонажів Mii, яких називають «острів’янами», коли вони будують стосунки, вирішують проблеми та взаємодіють з гравцем.
Гра була випущена 18 квітня 2013 року в Японії; 6 червня 2014 року в Північній Америці та Європі; 7 червня 2014 року в Австралії; та 17 липня 2014 року в Південній Кореї. За тиждень її дебюту в Японії було продано понад 400 тисяч одиниць і 6,72 мільйона копій по всьому світу, що зробило її десятою найбільш продаваною грою 3DS усіх часів.
Гра отримала неоднозначні відгуки; її хвалили за ігровий процес і шарм, але критикували за спрощені міні-ігри та відсутність загального контролю користувача. Вона представила нові функції для настроювання Mii, які будуть розширені в майбутніх іграх Nintendo, таких як Miitopia та Miitomo, які дозволяють створювати складніші костюми для Mii, а в порту Miitopia для Switch — настроюваний макіяж.

## Ігровий процес
Tomodachi Life починається з того, що гравець називає свій острів і створює свого «двійника», який має представляти його особистий Mii. Mii наділяються унікальними характеристиками на основі вибору гравцем їхніх характеристик, таких як швидкість ходьби, мова та вигадливість. Гравцеві пропонується дати своєму двійнику їжу щоб поїсти та створити друга, з яким можна спілкуватися. Потім відкриється Ратуша, що дозволить гравцеві створювати більше Mii. Mii можуть виконувати різні дії, включаючи такі взаємодії, як дружба, романтика, конфлікти та інші соціальні події. З часом гравець відкриває більше локацій, одягу, їжі та речей, з якими Mii можуть взаємодіяти, наприклад предмети, які їм можна дати, та спеціальні інтер’єри для їхніх квартир.[неавторитетне джерело]
Гравець отримує ігрову валюту за взаємодію з жителями острова, вирішення їхніх проблем і дарування подарунків. Внутрішню ігрову валюту також можна отримати, підійшовши до Фонтану за пожертвами від жителів острова та продавши неінтерактивні предмети, отримані від Mii, у ломбарді.
Tomodachi Life розгортається в режимі реального часу та заохочує гравців грати в різний час доби, щоб спостерігати за різними взаємодіями з жителями острова. З часом жителі острова будуть взаємодіяти та розвивати дружбу один з одним через випадкові проміжки часу. Якщо двоє жителів острова протилежної статі та у дорослому проміжку життя (в грі, від 18 років) взаємодіють, один може зізнатися іншому в коханні, що в разі успіху встановлює їх як «Коханого», або «Особливого» в європейській версії. Це може призвести до шлюбу між двома жителями острова після подальшої взаємодії. Зрештою, якщо подружня пара перебуває на острові і гравець дозволяє цю функцію, гравець може отримати телефонний дзвінок від подружжя, який повідомить вам, що у них народилася дитина, і дозволить їм назвати її ім’я та змінити її обличчя. Після цього подружня пара може попросити гравця няньчити дитину, що запустить міні-гру, яка змінюється залежно від віку дитини. Коли дитина виросте, гравець може або перемістити її в квартири, або відправити через StreetPass, щоб з’явитися на островах інших гравців як дослідник.

Подружня пара вдома, піклується про свою дитину

### Локальні та онлайн-можливості
Гравець може відкривати спеціальні предмети та перевозити жителів острова за допомогою StreetPass і SpotPass. Nintendo випускала безкоштовні предмети SpotPass щомісяця для всіх гравців, які ввімкнули SpotPass, які можна було б придбати в «Import Wear». 16 травня 2016 року було випущено останній предмет, який припинив роботу служби. Використовуючи StreetPass, гравець може вибрати певний предмет, щоб дати гравцям поблизу їхньої системи Nintendo 3DS, яка також використовується для перевезення дитини подружньої пари на інші острови як мандрівника.

## Розробка
Tomodachi Life спочатку було випущено як Tomodachi Collection: New Life в Японії як продовження Tomodachi Collection. 13 березня 2013 року Nintendo оголосила в своєму останньому Nintendo Direct, що разом із двома новими спеціальними випусками 3DS LL незабаром буде випущено продовження Tomodachi Collection. Один з спеціальних випусків була консоль у стилі Tomodachi Collection: New Life, з самою грою вбудованою всередину. В іншій трансляції Nintendo Direct за 3 квітня 2013 року Nintendo розкрила більше деталей, пов’язаних із грою, і представила програмне забезпечення, яке використовується для перенесення даних Mii з оригінальної гри до продовження під назвою Tomodachi Collection: New Life Mii Moving Software, яке можна завантажити в Nintendo eShop.

### Західний випуск
Західний реліз Tomodachi Life активно розглядався під час і після випуску гри в Японії. 29 січня 2014 року Сатору Івата сказав для The Wall Street Journal, що «компанія зараз працює над правильним балансом локалізації орієнтованих на Японію ігор настільки, щоб іноземна аудиторія могла ними насолоджуватися», прямо натякаючи на запуск гри за кордоном. Хоча на той час Nintendo ще не оголосила про випуск Tomodachi Life для регіонів за межами Японії, наприкінці березня 2014 року Nintendo of Europe провела опитування, яке містило кілька скріншотів локалізованих версій гри англійською, французькою та іспанською мовами.
10 квітня 2014 року Nintendo оголосила в Nintendo Direct, що локалізація Tomodachi Collection: New Life випущена як Tomodachi Life у Північній Америці та Європі. У травні 2014 року демо-версію гри було розповсюджено серед платинових членів клубу Nintendo у Північній Америці, дані з якої можна було перенести до остаточної версії, щоб розблокувати бонусний предмет у грі. У комплекті з грою було два коди завантаження Nintendo eShop для демо «Welcome version», яку можна було надати друзям.
Колишній директор Super Metroid Йошіо Сакамото сказав, що «розробка почалася, коли ми почали думати про те, чи можна створити гру для DS, якою гравці могли б не лише насолоджуватися всередині гри, але й такою, яка могла б ініціювати спілкування поза нею». Білл Трінен, старший директор із маркетингу продуктів Nintendo, описав ідею системи взаємодії Tomodachi Life  в інтерв’ю для Polygon, використовуючи такий сценарій: «Що, якщо всі, кого ви бачите у цих кумедних відео на YouTube насправді були люди, яких ви знали, і ті божевільні речі, які відбувалися, відбувалися з людьми, яких ви знаєте?» Трінен також сказав, що Nintendo «завжди шукає способи створити ігровий процес, який привертає увагу весь світ». Одним із найскладніших викликів для гри була локалізація, коли в США такі міні-ігри, як боротьба сумо, замінили футболом. За словами Рютаро Такахаші, режисера проекту, «наприклад, діалог героїв — це не просто переклад з японської; ми переглянули його, щоб він виглядав більш природно». Трінен зауважив, що ідея розробки Tomodachi Life схожа на розробку Animal Crossing у якій питання «Як пережити ці ключові моменти так, щоб вони були актуальними для американського споживача?» керував процесом розробки.

#### Просування
10 квітня 2014 року Nintendo випустила Tomodachi Life Direct на своєму офіційному каналі на YouTube, у якому зображені персонажі Mii, такі як Білл Трінен, Реджі Філс-Ейме та Сатору Івата, у стилі гри «Mii News». Direct детально розповідає про Tomodachi Life та ідею створення персонажів Mii будь-кого.
На американському вебсайті Tomodachi Life були показані певні Mii відомих знаменитостей, які можна було додати в гру за допомогою прикріплених до них QR-кодів, наприклад Крістіни Агілери та Шакіла О'Ніла, кожна з яких включає власний індивідуальний одяг.

## Рецепція
| Агрегатор    | Оцінка |
| ------------ | ------ |
| GameRankings | 72.36% |
| Metacritic   | 71/100 |

| Видання                    | Оцінка |
| -------------------------- | ------ |
| Destructoid                | 9/10   |
| Edge                       | 7/10   |
| Electronic Gaming Monthly  | 7/10   |
| Eurogamer                  | 5/10   |
| Game Informer              | 7/10   |
| GameRevolution             | 3/5    |
| GameSpot                   | 7/10   |
| GamesRadar+                | [ 33 ] |
| GamesTM                    | 5/10   |
| GameTrailers               | 6/10   |
| IGN                        | 8.4/10 |
| Joystiq                    | [ 37 ] |
| Nintendo Life              | [ 38 ] |
| Nintendo World Report      | 9/10   |
| Official Nintendo Magazine | 80%    |
| Pocket Gamer               | [ 41 ] |
| Polygon                    | 7.5/10 |
| USgamer                    | 4/5    |

Tomodachi Life має рейтинг 71/100 на сайті агрегатору рецензій Metacritic, що означає «змішані або середні відгуки». У IGN грі поставили оцінку 8,4, назвавши її «напрочуд смішним і корисним досвідом», а The New York Times назвала Tomodachi Life «комедійною». У Polygon Tomodachi Life поставили 7,5 з 10, високо оцінивши її привабливість, незважаючи на те, що певні аспекти повторюються. GamesRadar поставив грі 4 із 5 зірок, вихваляючи її дивний гумор і спокійний геймплей, водночас критикуючи міні-ігри занадто прості. GameTrailers поставили грі оцінку 6,0, заявивши, що «поширене відчуття дивацтва в Tomodachi Life працює, але не може підтримувати всю гру». Подібним чином Мартін Робінсон із Eurogamer зауважив, що «Tomodachi Life — це проста іграшка, яка одноразова,  —  з великою кількістю милих трюків, але їх недостатньо, щоб завадити вам відкинути її через кілька годин». 
У грі була представлена унікальна механіка, яка відзначалася своїм шармом і гумором, як-от стан «сну», у який гравці могли входити, коли житель острова спав. За словами Такахаші, це було б важко реалізувати на заході без вестернізації.
Tomodachi Life була бестселером на японському ринку відеоігор протягом тижня після випуску, продавши близько 404 858 одиниць. До вересня 2014 року його глобальні продажі досягли 3,12 мільйона одиниць. Станом на 31 березня 2024 року, Nintendo продала 6,72 мільйона одиниць гри по всьому світу, що зробило її однією з найбільш продаваних ігор на 3DS.

### Суперечка
Після оголошення про всесвітній реліз виникли суперечки щодо неможливості одностатевих стосунків. У травні 2013 року з’явилися чутки про те, що Nintendo виправила помилку в оригінальній японській версії гри, яка уможливлювала такі стосунки. Це було спростовано Nintendo у заяві, зробленій у квітні 2014 року, пояснюючи, що одностатеві стосунки ніколи не були можливими, і насправді була вирішена інша проблема. Насправді фанати створювали враження, що їхні Mii належать до іншої статі, що не змінило їхніх займенників під час вирішення проблеми. Вони були обурені відсутністю таких стосунків, розпочавши кампанії з додавання опції.
Незважаючи на це, Nintendo заявила, що неможливо буде додати одностатеві стосунки до гри, оскільки вони «ніколи не мали наміру робити будь-які соціальні коментарі з запуском гри», і тому, що це вимагатиме значних зміни в розробці, які не можна було б випустити як патч після гри. Пізніше компанія вибачилася та заявила, що якщо б вони створили третю гру в серії, то «прагнули б створити ігровий процес з нуля, який би був більш інклюзивним і краще представляв би всіх гравців».

## Спадщина
Мапа, заснована на Tomodachi Life, з’являється в Super Smash Bros. для Nintendo 3DS і Super Smash Bros. Ultimate.
WarioWare Gold містить мікрогру в темі Tomodachi Life як швидку міні-гру. Мікрогра заснована на збиранні стороннього предмета, наприклад листка, з обличчя Mii. Предмети, зібрані з обличчя Mii, схожі на справжні предмети, які можна знайти на Mii. Голос для перетворення тексту в мову в грі також схожий на той, що використовується в Tomodachi Life.
Miitomo, мобільний застосунок і соціальна мережа для пристроїв iOS і Android, було випущено в березні 2016 року. Програма була створена тією ж основною командою, що розробила Tomodachi Life, і містить дуже схожі ідеї. Miitomo було припинено 9 травня 2018 року.
Miitopia, рольова відеогра, яка так само використовує Mii як внутрішньоігрових персонажів, була випущена для 3DS в Японії в 2016 році, а наступного року відбувся світовий реліз. У Nintendo Direct за 17 лютого 2021 року було оголошено, що розширений порт Miitopia створюється для Nintendo Switch. Пізніше цей порт було випущено 21 травня 2021 року.

## Нотатки
1. ↑  トモダチコレクション 新生活 Tomodachi Korekushon: Shin Seikatsu
2. ↑  В Японії Nintendo 3DS XL називають Nintendo 3DS LL.